# Кухинке, Норберт
Но́рберт Гео́рг Кухи́нке (нем. Norbert Georg Kuchinke; 5 мая 1940, Шварцвальдау, Силезия, Пруссия, Третий рейх — 3 декабря 2013, Берлин, Германия) — немецкий журналист, кинорежиссёр, непрофессиональный актёр. Автор книг о русской истории и культуре.

## Биография
Родился в городе Шварцвальдау (ныне Чарны-Бур, Нижнесилезское воеводство, Польша) в прусской провинции Силезия, основная часть которой после Второй мировой войны отошла к Польше. До 1957 года учился в польской школе, где обучался русскому языку, которым неплохо овладел.
С 1973 года — первый московский корреспондент немецких журналов Der Spiegel, затем Stern. Получил известность после того, как 1 ноября 1977 года снялся в кинохронике, посвящённой первому рейсу Москва — Алма-Ата советского сверхзвукового самолёта Ту-144, в качестве журналиста, взявшего интервью у главного конструктора Алексея Туполева. В Советском Союзе стал популярен благодаря роли датского профессора-слависта Билла Хансена в фильме Георгия Данелии «Осенний марафон» (1979). После этого сыграл ещё несколько эпизодических ролей иностранцев («Две главы из семейной хроники», «Борис Годунов», «Настя», «Откуда берутся дети?»). К съёмкам в фильме «Кин-дза-дза!» руководство Мосфильма его не допустило.
Был продюсером фильма «Бог в России» (режиссёры Роман Цурцумия и Артур (Артавазд) Пелешян, 1983). В 1986 году в соавторстве с Романом Цурцумией создал фильм «Неумирающий лебедь» (о Майе Плисецкой).
Из-под его пера вышли книги «Бог в России», «Россия под крестом», «Элита в России», «Вечная Россия», «От Чингисхана до Горбачёва», «Образы старой России», «Воскресение России», Missa mystica.
Дал начало строительству православного Свято-Георгиевского мужского монастыря в Гётшендорфе (Германия). Награждён орденами Святого равноапостольного великого князя Владимира и Святого благоверного князя Даниила Московского за сотрудничество с Русской православной церковью.
Владел коллекцией русского изобразительного искусства. Содержал доходный дом, оформленный в советской стилистике, чем вызывал восторг постояльцев.
По воспоминаниям игумена Даниила (Ирбитса), «Последний год своей земной жизни Норберт был очень болен, врачи поставили страшный диагноз — рак крови. Ему приходилось каждую неделю ездить в больницу для переливания крови. Поначалу он чувствовал себя намного лучше после переливания, но в последние месяцы перед уходом из жизни каждая такая процедура давалась ему с трудом. А в последние дни он, к сожалению, был просто уставший после посещения врачей. И сердце не выдержало». Скончался на 74-м году жизни в клинике Берлина после продолжительной болезни.

## Семья
- Жена — Катя Кухинке (1939—2018)
- Сын — Кристоф
- Приёмная дочь — Дуня, Евдокия (крестница Кати Кухинке, дочь русского художника Леонида Пурыгина, которая осиротела в девятилетнем возрасте в 1995 году, после того как в автокатастрофе погибла её мать, а через месяц скончался от инфаркта отец[11][12])

## Фильмография
- 1979 — «Осенний марафон» — Билл Хансен, профессор из Дании
- 1982 — «Две главы из семейной хроники» — гость на вечеринке иностранных корреспондентов
- 1986 — «Борис Годунов» — Вальтер Розен
- 1993 — «Настя» — иностранный журналист
- 2008 — «Откуда берутся дети?» — Проксор-старший